# Tachikawa Ki-94-I
De Tachikawa Ki-91-I (Japans: キ94) was een Japans project voor een onderscheppingsvliegtuig uit de Tweede Wereldoorlog. Hoewel het ontwerp goede vluchteigenschappen beloofde, werd het project eind 1943 door de Koku Hombu stopgezet omdat het ontwerp als te onorthodox en te complex werd gezien.

## Ontwerp en ontwikkeling

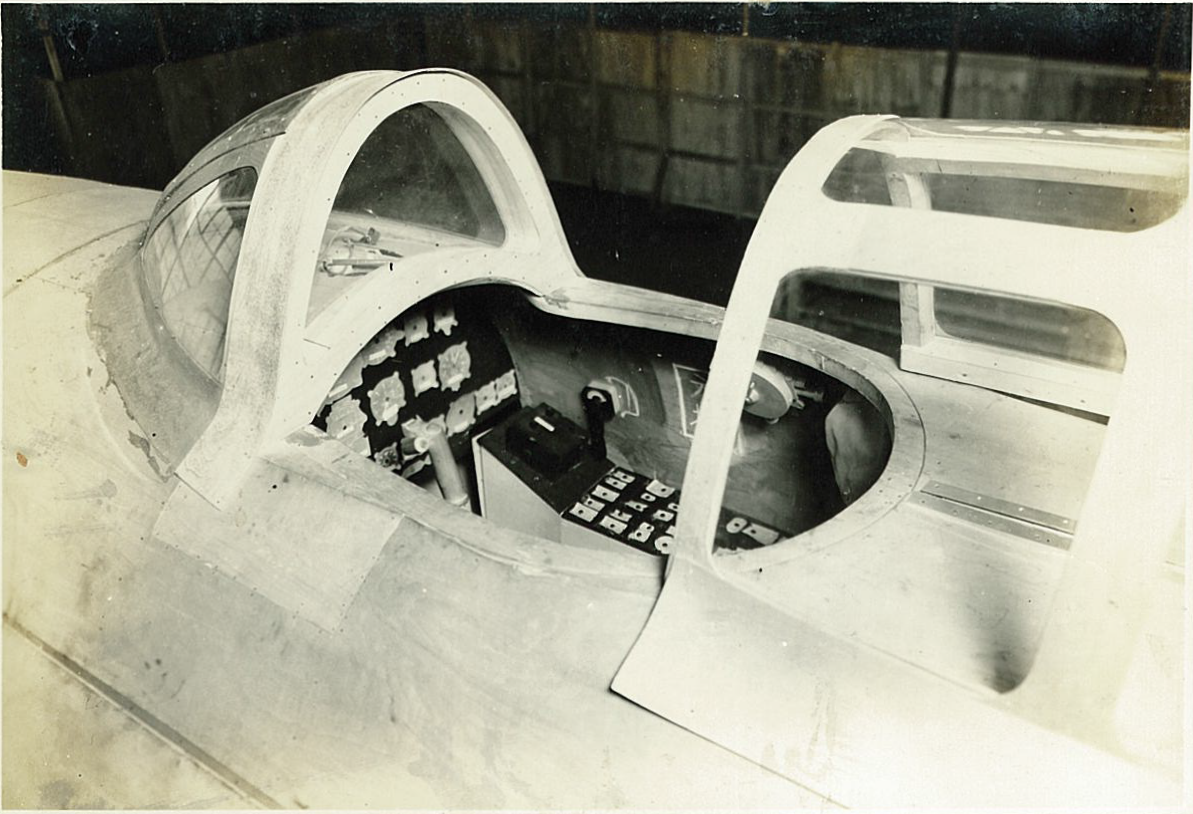
Cockpit van de Ki-91

In de zomer van 1942 werd de noodzaak voor een onderscheppingsjager die op grote hoogten kon vliegen duidelijk, en de Koku Hombu, het luchtvaartbureau van het Japanse leger, benarde Tachikawa en Nakajima voor de ontwikkeling hiervan. De specificaties voor Tachikawa waren een Drukcabine, een maximumsnelheid van 800 km/u en een bereik van 3000 km, wat resulteerde in de Ki-91. Omdat de Koku Hombu realiseerde dat de specificaties bijna onhaalbaar waren, stelde men bij Nakajima het minimum bereik voor de Nakajima Ki-87 bij tot één uur vliegen.
Onder leiding van Tatsuo Hasegawa werd begonnen met het ontwerp, wat resulteerde in een vliegtuig met een dubbele staartboom, een driepuntsonderstel en twee Mitsubishi Ha-211 stermotoren. Een met trekschroef in de neus en een met een duwschroef achter in de romp, beide met vier bladen. De bewapening bestond uit twee 37 mm Ho-204 machinekanonnen in de staartbomen met boven elk een 30 mm Ho-105 machinekanonnen in de vleugel. Ook zou het toestel 500 kg aan bommen mee kunnen nemen.
De houten mock-up was in oktober 1943 voltooid en Tachikawa nodigde afgevaardigden van de Koku Hombu uit om de mock-up te bekijken. Na inspectie in februari 1942 werd het vliegtuig werd afgekeurd. De Koku Hombu vond het toestel te onorthodox en lastig te produceren, en de door Tachikawa berekende vliegeigenschappen als te optimistisch gezien. Ook waren er problemen met de passing van de Supercharger en met de koeling van de achterste motor. Ook was er het risico dat de piloot door de achterste schroef geraakt zou worden als hij het vliegtuig moest verlaten tijdens de vlucht.
Getracht werd om het project door te zetten als de Ki-104 zwaar jachtvliegtuig met twee extra 57 mm Ho-401 kanonnen, maar ook dit werd afgekeurd.
Onder dezelfde Kitai aanduiding werd vervolgens verder gegaan met een meer conventioneel, opnieuw ontworpen toestel, de Ki-91-II voor dezelfde aanbesteding.

## Varianten
- Tachikawa Ki-91-I
- Rikugun Kogiken Ki-104  voorgesteld ontwerp met twee extra Ho-401 kanonnen

## Fotogalerij

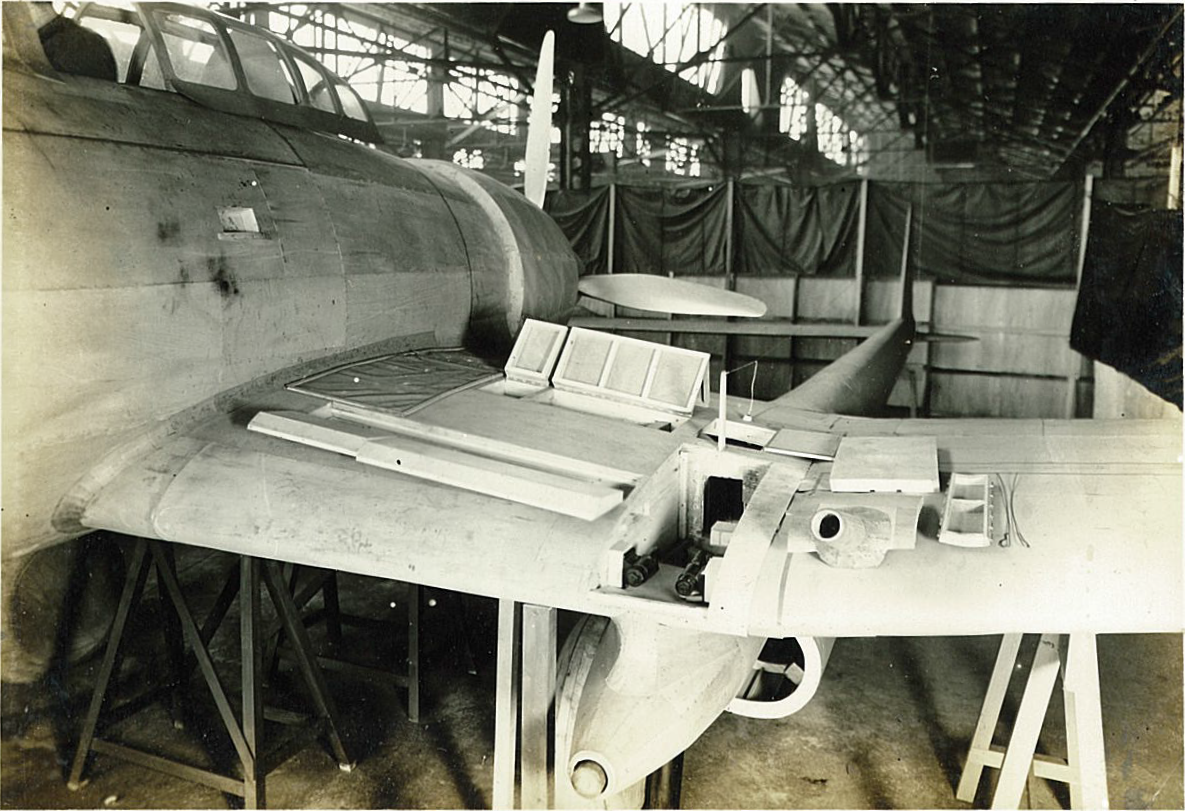
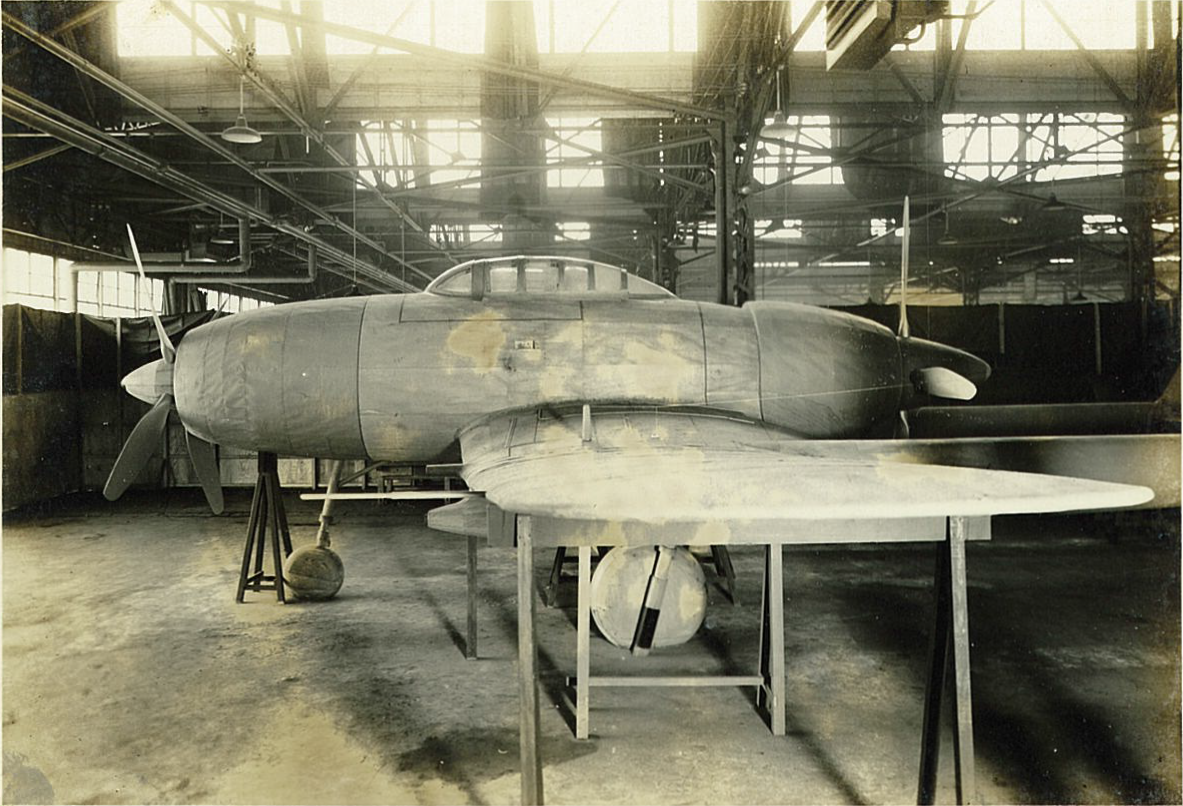
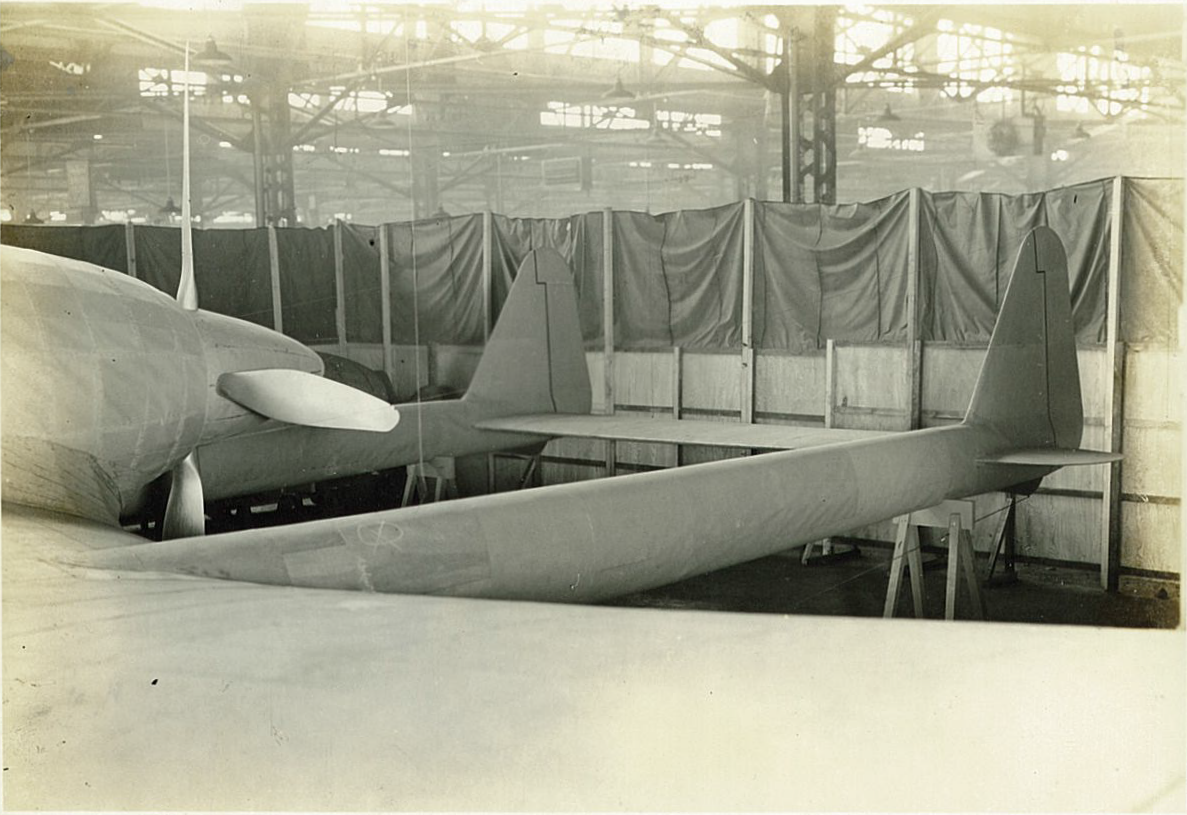
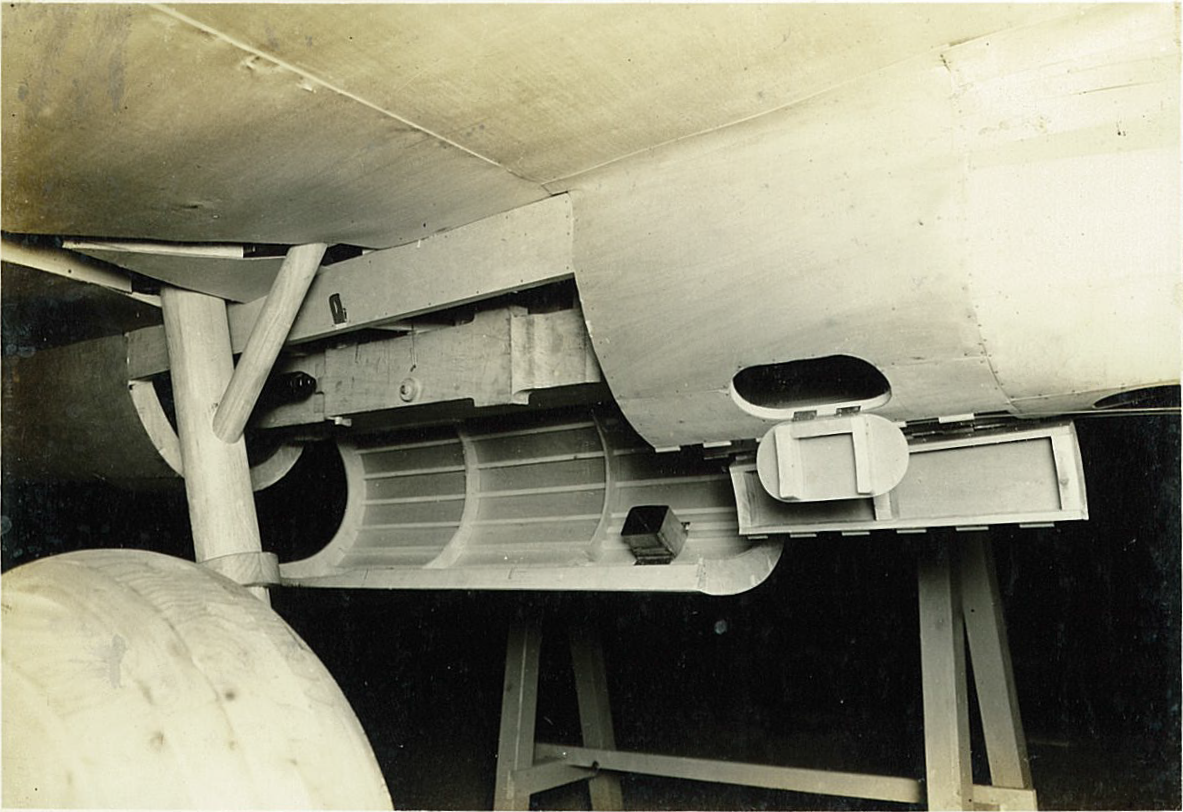
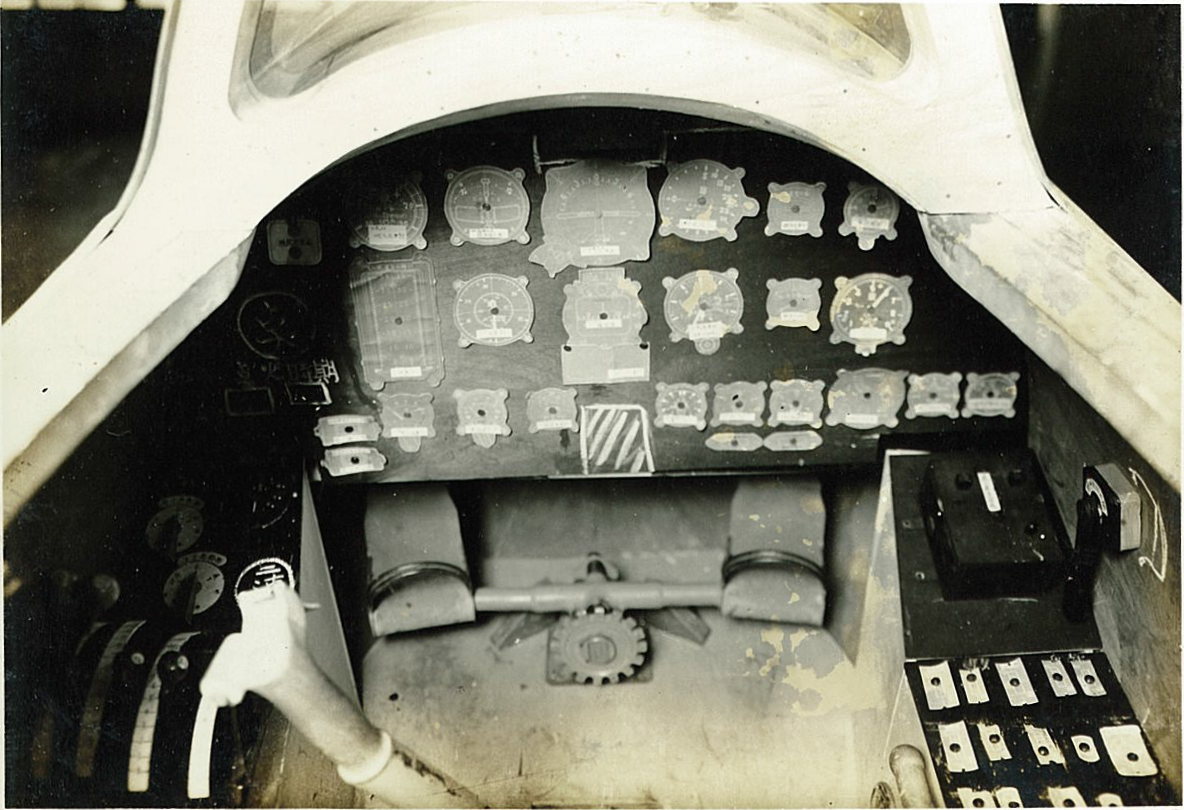
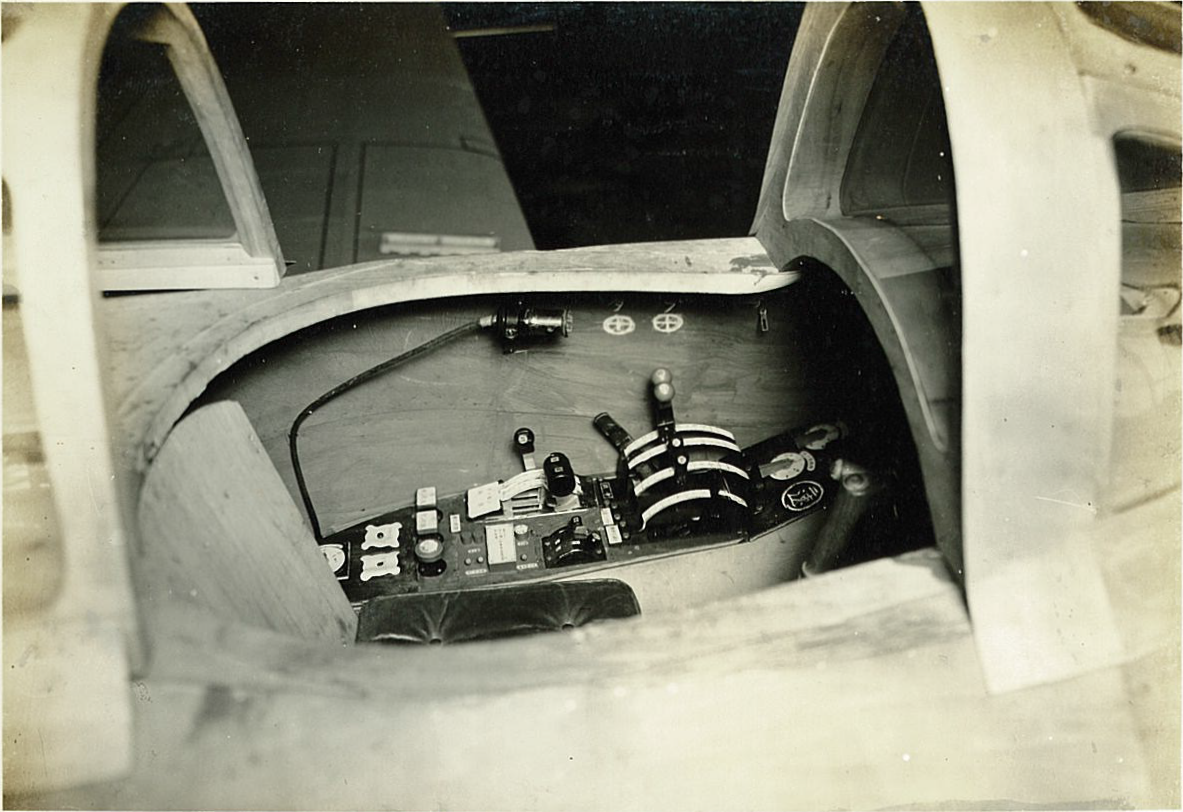
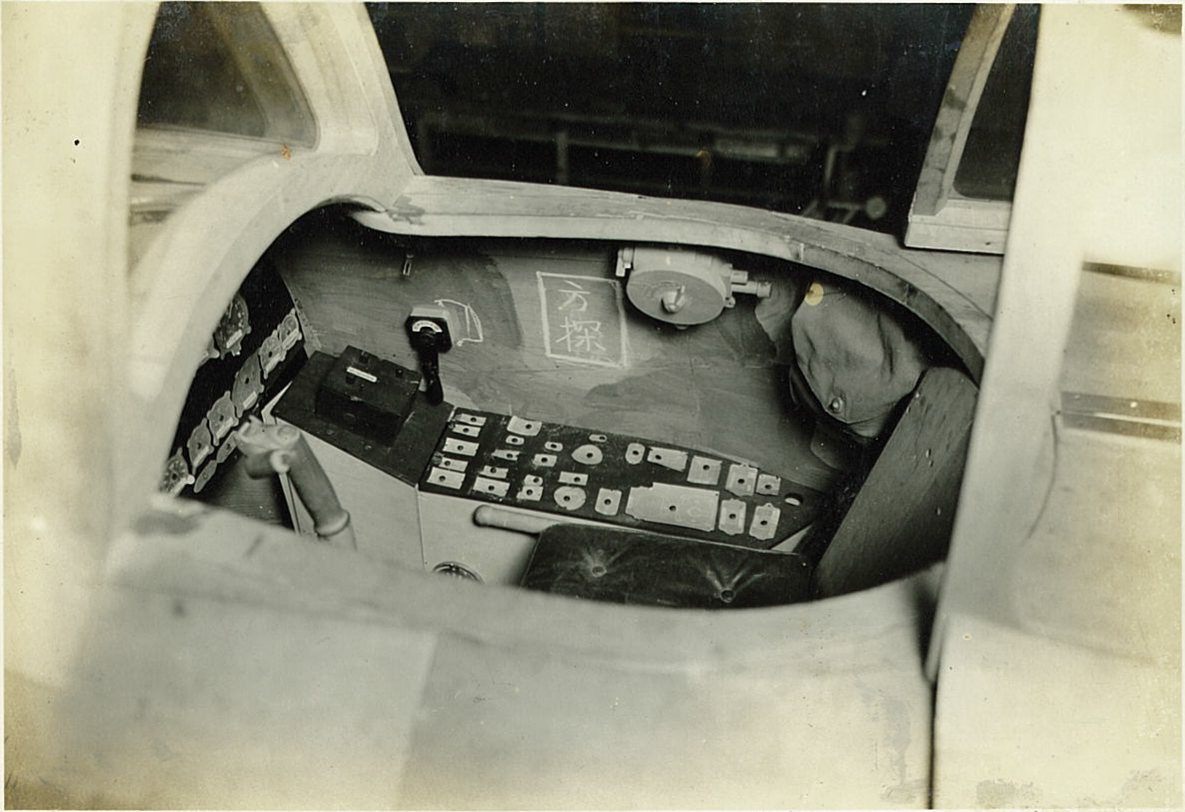
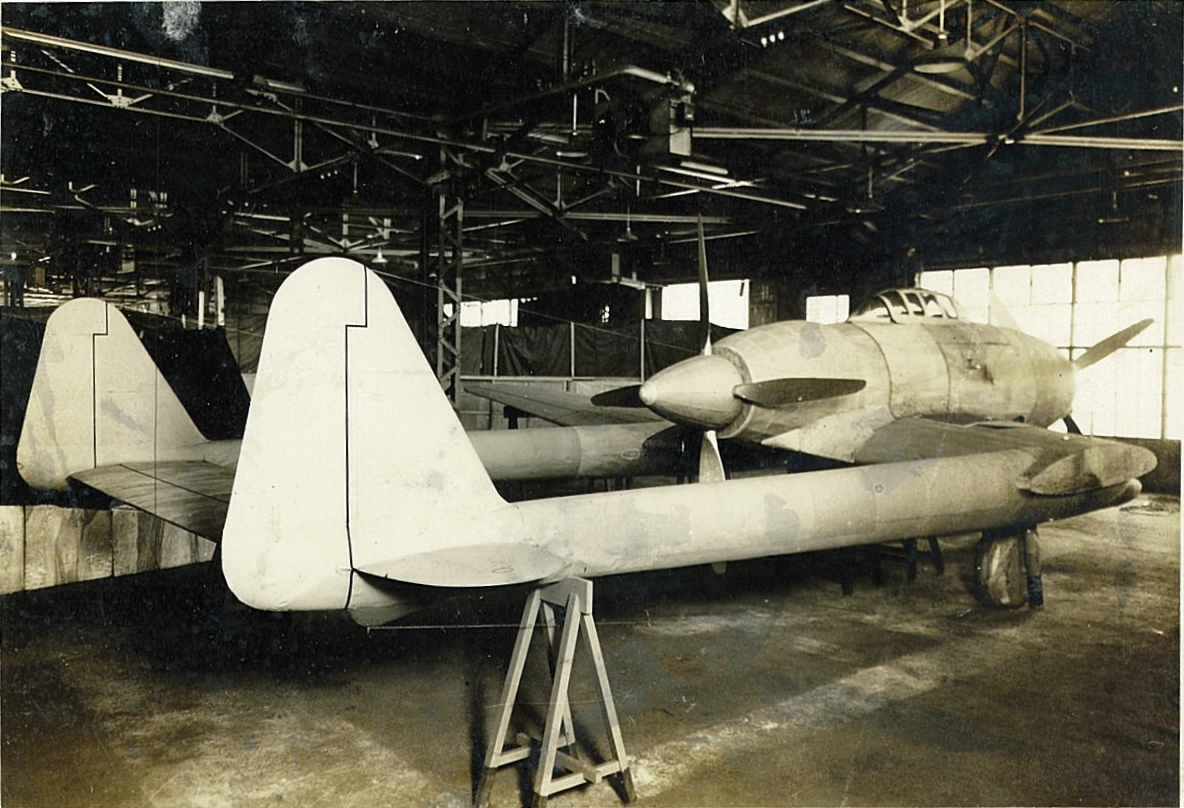

## Totale productie
- 1 houten mock-up

## Gebruikers
Japans Keizerrijk